# NGC 5089
NGC 5089 ist eine 13,5 mag helle Balken-Spiralgalaxie mit ausgeprägten Emissionslinien vom Hubble-Typ SBc im Sternbild Haar der Berenike am Nordsternhimmel. Sie ist schätzungsweise 97 Millionen Lichtjahre von der Milchstraße entfernt und hat einen Durchmesser von etwa 50.000 Lj.
Das Objekt wurde am 13. März 1785 von Wilhelm Herschel mit einem 18,7-Zoll-Spiegelteleskop entdeckt, der sie dabei mit „F., pS.“ („faint, pretty small“) beschrieb.